# Wé
Wé är en ort i kommunen Lifou på Loyautéöarna i Nya Kaledonien. Staden, som ligger på ön Lifous östkust, är kommunens administrativa centrum och säte för Loyautéöarnas provinsiella församling.